# Gardienii Galaxiei: Volumul 3
Gardienii Galaxiei: Volumul 3 (titlu original: Guardians of the Galaxy Vol. 3) este un film american cu supereroi din 2023 scris și regizat de James Gunn. Rolurile principale au fost interpretate de actorii Chris Pratt, Zoe Saldaña, Dave Bautista, Karen Gillan, Pom Klementieff, Vin Diesel, Bradley Cooper, Will Poulter, Sean Gunn, Chukwudi Iwuji, Linda Cardellini, Nathan Fillion și Sylvester Stallone. Este produs de Marvel Studios și distribuit de Walt Disney Studios Motion Pictures.

## Distribuție
- Chris Pratt - Peter Quill / Star-Lord
- Zoe Saldaña - Gamora
- Dave Bautista - Drax the Destroyer
- Karen Gillan - Nebula
- Pom Klementieff - Mantis
- Vin Diesel - Groot
- Bradley Cooper - Rocket
- Will Poulter - Adam Warlock
- Sean Gunn - Kraglin
- Chukwudi Iwuji - High Evolutionary
- Linda Cardellini - Lylla
- Nathan Fillion - Master Karja
- Sylvester Stallone - Stakar Ogord